# Liriomyza subsativae
Liriomyza subsativae este o specie de muște din genul Liriomyza, familia Agromyzidae, descrisă de Mitsuhiro Sasakawa în anul 1992.
Este endemică în Columbia. Conform Catalogue of Life specia Liriomyza subsativae nu are subspecii cunoscute.